# تيم ستيفنسون
تيم ستيفنسون هو سياسي كندي، ولد في 1945 في فانكوفر الغربية في كندا. حزبياً، نشط في الحزب الديمقراطي الجديد في كولومبيا البريطانية ‏.